# 臺南府儒學教授
台南府儒學教授為台灣清治時期的地方官員，該官職主要從事南台灣境內之教育行政部分，品等雖不高，但是地位崇高。不過於1891年設置之台南儒學教授旋即於1893年裁撤。